# The Voice of Ariadne
The Voice of Ariadne är en opera i tre akter med musik av Thea Musgrave och libretto av Amalia Elguera efter Henry James novell The Last of the Valerii (1874).

## Historia
Musgraves andra opera sammanföll med skapandet av hennes konserter för valthorn (1971) och viola (1973). Orkestern består av en ensemble av 13 musiker, samt en person som sköter bandspelaren på vilken den inspelade rösten som titeln syftar på återfinns. Henry James novell har utökats med några nya karaktärer (mrs Tracy, Baldovino och Blanca Bianchi). Operan var en beställning och hade premiär den 11 juni 1974 på Aldeburgh Festival med Musgrave som dirigent.

## Personer
- Count Marco Valerio (baryton)
- The Countess (sopran)
- Mr. Lamb (basbaryton)
- Marches. Blanca Bianchi (mezzosopran)
- Mrs. Tracy (kontraalt)
- Baldovino (tenor)
- Gualtiero (bas)
- Giovanni (baryton)
- Voice of Arladne (sopran)

## Handling
En staty hittas i marken till den romerska ätten Valeriis trädgård. Den nuvarande ägaren, greve Marco Valerio är ättling och den siste av den anrika familjen. Statyn föreställer Ariadne och hon börjar hemsöka greven med ljudet av sin förvrängda röst. Statyns kropp försvinner och kvar står bara piedestalen. Greven dras alltmer bort från sin amerikanska hustru. Gradvis intar grevinnan Ariadnes identitet och intar hennes plats på piedestalen.